# خلاص سامحت (ألبوم)
خلاص سامحت هو أحد ألبومات المطربة اللبنانية نوال الزغبي، تم انتاجه وتوزيعه من قبل شركة روتانا في عام 23 يناير 2008، وهو مكون من ٨ أغاني.

## الأغاني
1. ليه مشتقالك
2. خلاص سامحت
3. تيجي منك
4. قلبي اسالوا
5. لو كان
6. الهوي وعمايله
7. ماتسال عليا
8. شو هالقلب